# Prometheus Award
 For alternative betydninger, se Prometheus (flertydig). (Se også artikler, som begynder med Prometheus)
Prometheus Award er en litteraturpris der gives til forfattere af science fiction-romaner årligt af Libertarian Futurist Society i Storbritannien. Prisen blev opfundet i 1979 af L. Neil Smith, men blev ikke uddelt før Libertarian Futurist Society overtog den i 1983.

## Prometheus Award-modtagere
- 1979 – F. Paul Wilson, Wheels Within Wheels
- 1980 – Prisen ikke uddelt
- 1981 – Prisen ikke uddelt
- 1982 – L. Neil Smith, The Probability Broach
- 1983 – James P. Hogan, Voyage from Yesteryear
- 1984 – J. Neil Schulman, The Rainbow Cadenza
- 1985 – Prisen ikke uddelt
- 1986 – Victor Milan, Cybernetic Samurai
- 1987 – Vernor Vinge, Marooned in Realtime
- 1988 – Victor Koman, The Jehovah Contract
- 1989 – Brad Linaweaver, Moon of Ice
- 1990 – Victor Koman, Solomon's Knife
- 1991 – Michael Flynn, In the Country of the Blind
- 1992 – Larry Niven, Jerry Pournelle and Michael Flynn, Fallen Angels
- 1993 – James P. Hogan, The Multiplex Man
- 1994 – L. Neil Smith, Pallas
- 1995 – Poul Anderson, The Stars are also Fire
- 1996 – Ken MacLeod, The Star Fraction
- 1997 – Victor Koman, Kings of the High Frontier
- 1998 – Ken MacLeod, The Stone Canal
- 1999 – John Varley, The Golden Globe
- 2000 – Vernor Vinge, A Deepness in the Sky
- 2001 – L. Neil Smith, The Forge of the Elders
- 2002 – Donald Kingsbury, Psychohistorical Crisis
- 2003 – Terry Pratchett, Night Watch
- 2004 – F. Paul Wilson, Sims